# 乐民镇 (遂溪县)
乐民镇，是中华人民共和国广东省湛江市遂溪县下辖的一个乡镇级行政单位。

## 行政区划
乐民镇下辖以下地区：
陈铁村、乐民村、松树村、海山村、余村、墩文村、埠头村、盐灶村、调神村和安埠村。